# Thor (banda)
Thor fue una banda pionera del heavy metal de Argentina, activa entre 1982 y 1986.

## Carrera
Tras la huella de las legendarias Riff y V8, surgió un pequeño grupo de bandas heavy como Bloke, Hangar y Thor. En aquellos años el público que simpatizaba con esta corriente musical en Argentina era muy escaso y la escena era muy restringida. 
En marzo de 1984 se realizó el Festival Carnaval 84 de Heavy Rock, que fue un puntapié para que el metal comience a tener cada vez más presencia: los recitales pesados se fueron volviendo algo común entre los jóvenes. 
En el evento se presentaron bandas metaleras y artistas de rock de otras corrientes, como V8, Colt 45, Brigada Metálica, el grupo punk Los Violadores, o artistas pioneros del rock local como Javier Martínez, Alejandro Medina y Pajarito Zaguri. 
Thor hizo su presentación el domingo 11, junto a Magnum 44, Punto Rojo, X 72 y 666.
Thor estaba integrada por Horacio Cornejo en la voz, Carlos "Tarkus" Albanesi en guitarra eléctrica, Marcelo Langeneker en guitarra eléctrica, Mabel Diaz en bajo y Charlie Álvarez en batería.
Con esta formación lanzaron el álbum El Pacto su primer y único disco, en 1985. Con un gran apoyo de Pappo (por aquel entonces de novio con Mabel Diaz, bajista de la banda), el quinteto llegó a su disco debut obteniendo muy buenas críticas de la prensa especializada y llegando a vender nada menos que 5000 copias, por aquel entonces una cifra inmensa tratándose de una banda de heavy metal nacional. 
Además del sonido agresivo y distorsionado del heavy metal, las canciones presentaban una temática que sería también una característica propia de este tipo de bandas: las letras con temáticas satánicas, que se evidencia desde los títulos de las canciones (Emisario de Satán, Anticristo, Transilvania, etc.) La influencia más notoria del quinteto fue Judas Priest, lo que les valió una amplia legión de seguidores en Argentina. Lamentablemente, el sello que los tenía contratados (Umbral Records) se declaró en bancarrota justo cuando la banda se aprestaba a lanzar su segundo álbum, lo cual desencadenó en la ruptura final del grupo.
El 2 de noviembre de 2018 falleció el miembro fundador Carlos "Tarkus" Albanesi, quien además de guitarrista era operador de radio.

## Discografía
- El Pacto (1985)